# Мазальник

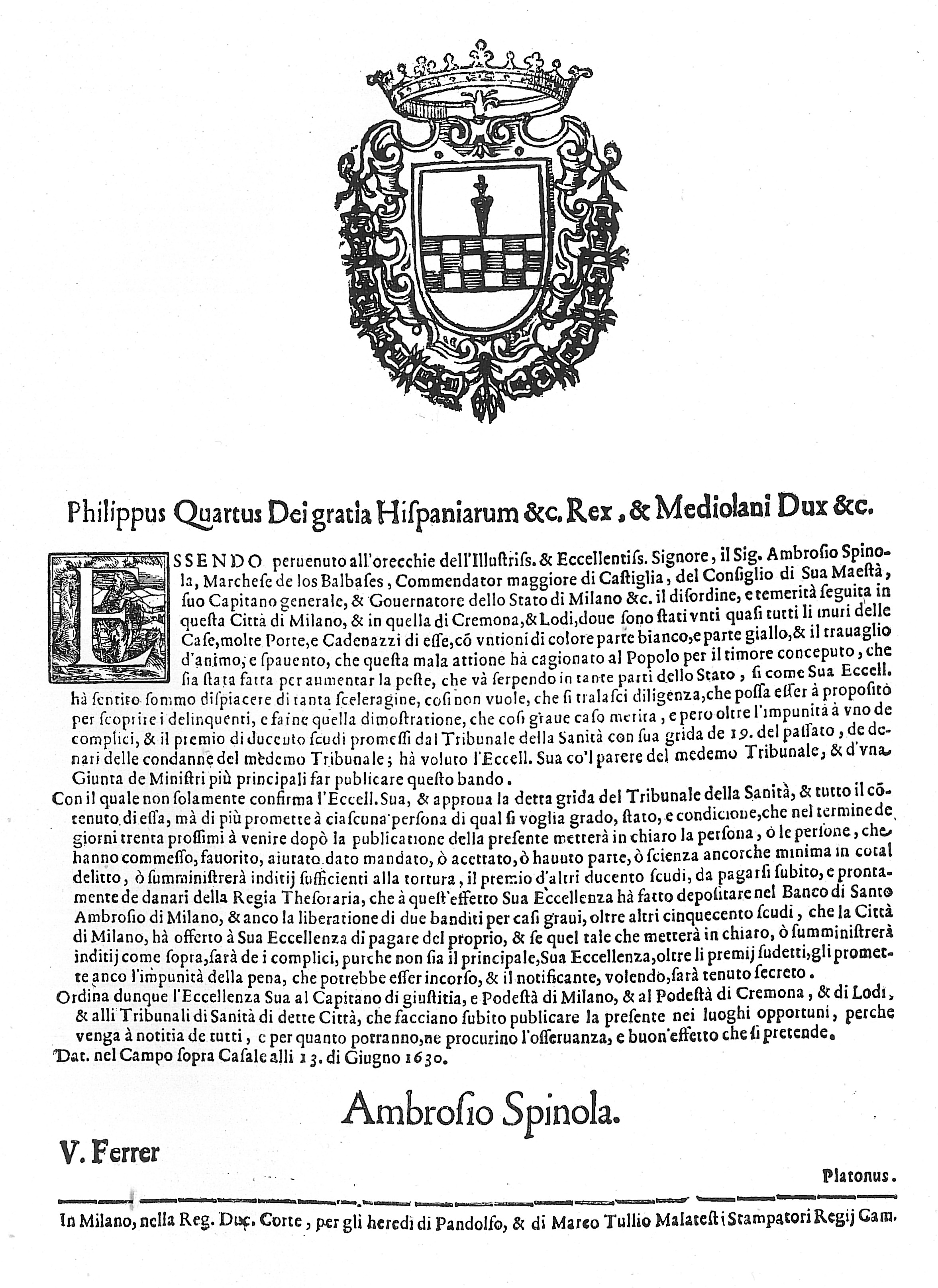
Наказ проти мазальників, виданий владою Мілана 13 червня 1630 року.

Ма́зальник — злодій, що розповсюджує хвороботворні агенти. Термін сформувався в XVI—XVII століттях в Італії, але в юридичну практику як окреме поняття не увійшов. Хоча вагомих доказів щодо існування мазальників не знайдено, відомо декілька гучних судових процесів над підозрюваними у поширенні чуми. Мазальники згадані в працях таких відомих істориків як Алессандро Тадіно, Джузеппе Ріпамонті, Лудовіко Антоніо Мураторі, П'єтро Веррі. Італійський письменник Алессандро Мандзоні присвятив їм своє дослідження «Історія ганебного стовпа», а також детально описав на сторінках роману «Заручені».

## Історія
Перші відомості щодо зумисного поширення хвороб належать до античної доби, коли велику кількість жертв при епідеміях і тривалий перебіг моровиць намагались пояснити людським фактором. Згадки про це можна віднайти у працях Лівія, Тацита, Діона Кассія, творах Овідія і Гомера. Втім, жоден з античних авторів не наводить істотних подробиць: яким саме способом поширювались хвороби і хто був розповсюджувачем.
У Середньовіччі подібні припущення стали настільки поширеними, що викликали величезний суспільний резонанс. Вважали, зо зловмисники отруюють перш за все воду: колодязі, міські фонтани та інші джерела громадського користування. Через це у масову культуру увійшов звичай споживати лише ферментовані напої (пиво, вино тощо), чиє середовище не сприяє розмноженню зарази. Малоосвіченість населення вкупі з сильною релігійністю створювали плодючий ґрунт для існування різних забобонів. Тому такі припущення без жодної доказової бази перетворювались у твердження, відповідно, наявність «злочину» потребувала і пошуку винуватців. Найчастіше у розповсюдженні хвороб звинувачували послідовників антихристиянських культів: відьом, алхіміків, а також євреїв. Відомі непоодинокі випадки, коли розвиток тої чи іншої епідемії супроводжували єврейські погроми чи судові процеси над відьмами.
У XVI—XVII століттях ці уявлення отримали подальший розвиток. Якщо раніше способом поширення хвороби вважали різні окультні практики, магічні ритуали чи навіть безпосередньо допомогу нечистих сил, то згодом стали думати, що розповсюдження зарази відбувається не стільки через потойбічне втручання, скільки з допомогою отруйних речовин. За суспільними уявленнями того часу злодії використовували порошки або мазі. Порошки розпилювали у громадських місцях, а мазями змащували предмети загального користування. Саме від такого агента або способу його використання і походить термін «мазальник».

## Діяльність
У 1630 році Ломбардію та прилеглі землі охопила епідемія бубонної чуми. Вона розгорталася на тлі війни за мантуанську спадщину, під час якої іспанський намісник Міланського герцогства (на той час васального володіння Іспанії) вів бойові дії проти герцога Неверського, французького ставленика. Початку хвороби передував ще й сильний голод, через який до Мілану прийшло багато людей з околиць. Таке скупчення ослаблих людей одночасно створювало умови для фізичної передачі інфекції й психологічну атмосферу для поширення різних чуток.

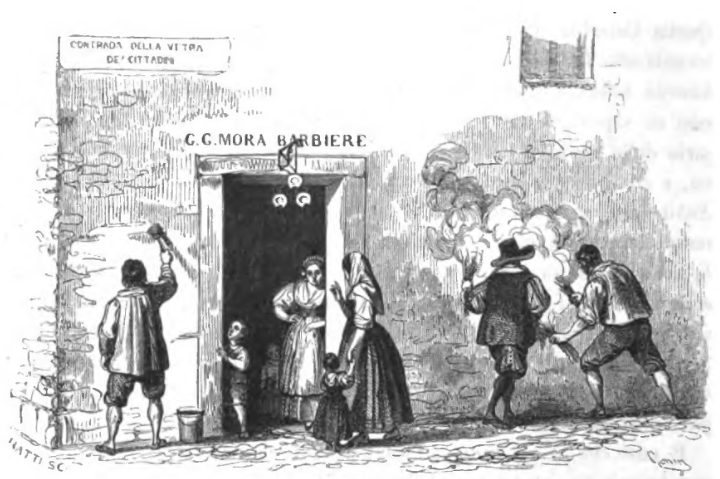
Городяни знезаражують стіни вогнем смолоскипів. На цій ілюстрації до роману «Заручені» художник зобразив цирульню Мора, якого засудили до страти як мазальника.

Моровиця розпочалася навесні і відразу поширилася серед бідноти. Протиепідемічні заходи призначали із запізненням, тому вони були неефективні. Та коли від хвороби почали гинути багатії, заперечувати масштаби проблеми стало неможливо. 17 травня 1630 року городяни побачили, як невідомі особи у міському соборі мазали чимось перегородку, яка відокремлює лави для жінок і чоловіків. Голова Санітарного трибуналу обстежив перегородку, лави і чаші зі святою водою і не знайшов нічого підозріливого. Але про всяк випадок наказав вимити означені предмети. Саме ця процедура і дала поштовх для поширення чуток про появу в Мілані мазальників. А 18 травня жителі міста побачили на стінах і дверях будинків численні потьоки невідомої жовтуватої речовини, які пробували знищити вогнем смолоскипів. Чиновники Санітарного відомства випробували означену речовину на собаках, які теж хворіють на чуму, результати досліджень виявились негативними. Однак це вже не могло зупинити масову істерію.
Змучені голодом і війною, городяни радо ухопились за ідею про рукотворність хвороби. 21 травня Санітарний трибунал своїм указом призначив нагороду тому, хто знайде розповсюджувачів зарази. Чутки про мазальників швидко перетворювались на неправдиві свідоцтва. Під підозрою опинились чужоземці та й взагалі усі ті, хто зовнішнім виглядом чи поведінкою хоч якось вирізнявся серед натовпу. Від звинувачень не могла уберегти навіть стара дружба чи родинні зв'язки. Показові дії, через які людей заарештовували як мазальників, наприклад: струснув порох з лави, торкнувся рукою стіни будинку. Підсудних піддавали тортурам, часто вдавалися до самосуду. Обвинувачені під тортурами зізнавались і називали імена близьких, які той же час перетворювались на нових арештантів. Незважаючи на це епідемія не припинялась, періодично з'являлися нові потьоки як свідоцтво діяльності мазальників.

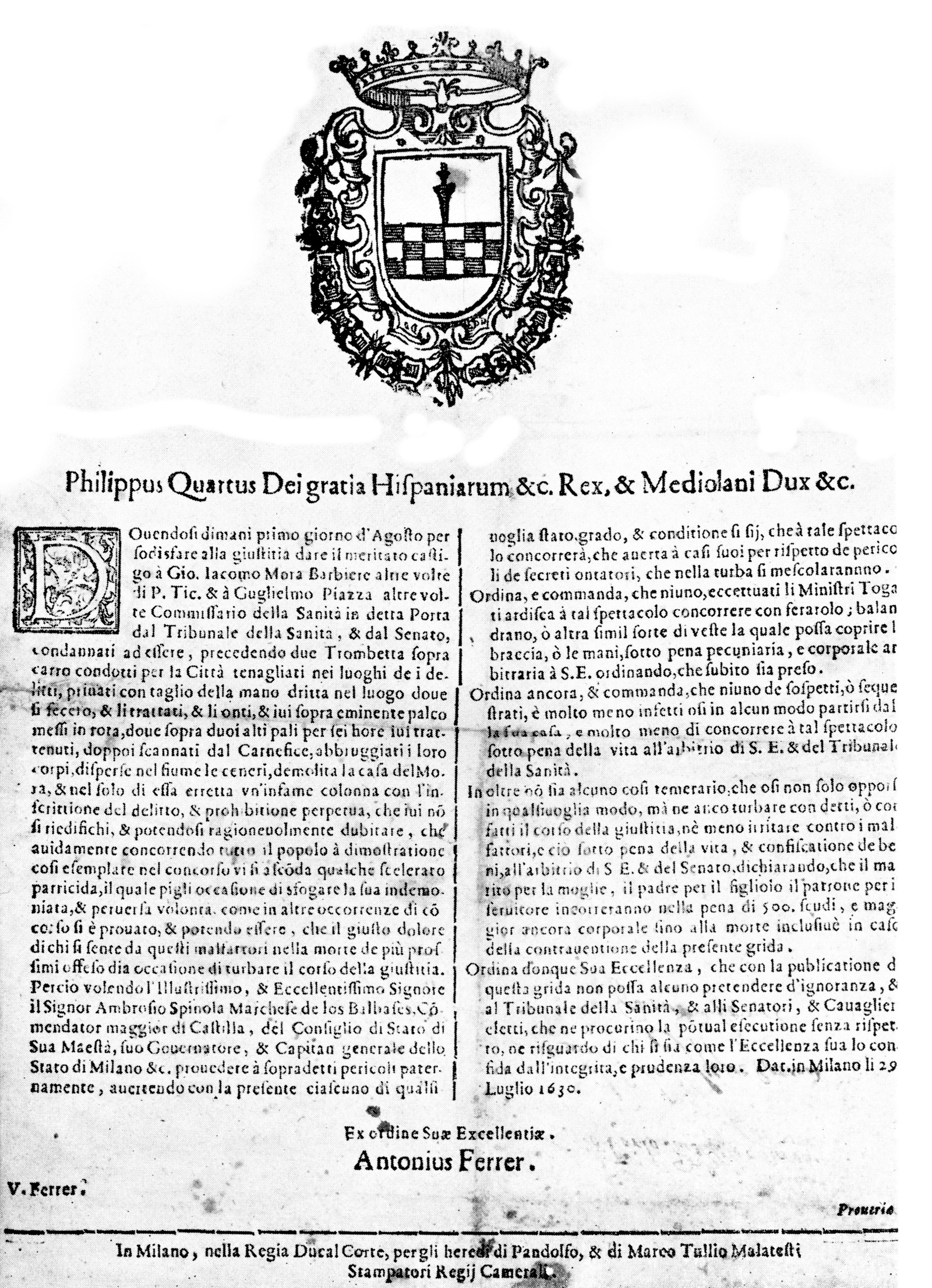
Вирок П'яцці й Мора, датований 29 липня 1630 року.

Серед численних судових процесів одним з найперших і найгучніших був суд над Джульєльмо П'яцца і Джан Джакомо Мора. Джульєльмо П'яцца служив комісаром Санітарного відомства, він інспектував будинки, залишені хворими. Під час одного з таких обходів свідок побачив, як той провів рукою по стіні. Цього виявилося досить, щоби 21 червня комісара заарештували. Під тортурами П'яцца не тільки зізнався у тому, що начебто мазав стіни, але й видав свого спільника, який постачав йому заразну мазь. Ним виявився місцевий цирульник Джан Джакомо Мора. В будинку останнього знайшли «беззаперечні» докази — різні порошки і речовини (їх Мора використовував у своїй роботі), а також дві ємності з людськими фекаліями. Обох звинувачених присудили до смертної кари. Під час публічної страти їх мучили розпеченими кліщами, відрубали правиці, колесували, на шість годин залишили для оглядин, а потім обом перерізали горлянки. Цирульню Мора знесли, а на її місці поставили ганебний стовп.
В лавах мазальників опинилися навіть міланські дворяни. Братів Джіроламо і Джуліо Монті звинуватили у виготовленні отруйних мазей, причому за словами свідків у робочому процесі були зайняті 40 000 осіб. Така неправдоподібна цифра ставить під сумнів звинувачення як таке. Тим не менш братів наказали заарешувати. Вони отримали попередження від друга і встигли врятуватись. Серед дворян, визнаних мазальниками, був і пращур італійського письменника Алессандро Мандзоні, якому також пощастило уникнути покарання.
Розправи над мазальниками припинились лише після природного згасання моровиці. Захворюваність зменшилась восени, коли значна частина населення Мілану вже загинула. Окрім міланського прецеденту суди над мазальниками і страти останніх відбувались і в інших містах, як от: у Палермо (1526), Женеві (1530, 1545, 1574), Казале-Монферрато (1536), Падуї (1555), Турині (1559, 1630) тощо.

## Аналіз злочину

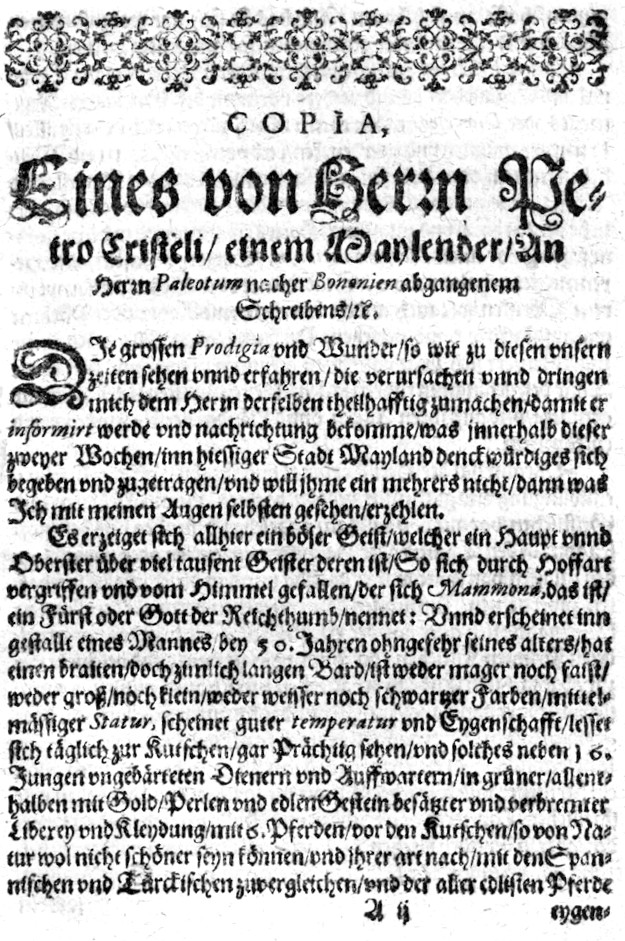
Німецький переказ про чуму в Мілані 1630 року. Цей текст містить міфологічний виклад подій.

Вже від початку появи чуток про мазальників у Мілані здійснювались спроби аргументувати їхнє існування. Вони породили кілька теорій, що пояснювали цілі злочинної діяльності.

### Демонічна теорія
Згідно з цією теорією поява зарази у Мілані відбулась за безпосереднього втручання Сатани. Хоча за сучасними уявленнями вона не витримує критики, у XVII сторіччі такі погляди були звичними у нижчих верствах суспільства, де панувала забобонна релігійність. Під час міланської чумної моровиці 1630 року поміж численних байок особливо відомим став переказ про те, що одному городянину явився Диявол і запропонував численні багатства, якщо той буде поширювати хворобу. Про масштаби такого поголосу свідчить те, що він вийшов за межі Італії, так що курфюрст-архієпископ майнцький звернувся за поясненнями до міланського кардинала Федеріко Борромео. Слід зазначити, що у церковних колах така примітивна забобонність засуджувалась, тому кардинал у своїй відповіді твердо спростував це припущення.

### Зовнішньополітична теорія
Оскільки епідемія розгорталася під час війни, то в її появі дехто вбачав зацікавленість ворожої сторони. Найсильнішим аргументом прихильників такої версії була депеша короля Філіпа IV, надіслана міланському губернаторові за три місяці до спалаху хвороби. У цьому листі монарх повідомляв, що з мадридської в'язниці втекли четверо французів, що знаються на виготовленні отруйних мазей. Достеменно відомо, що французи-невійськовослужбовці перебували у Мілані під час епідемії, це було однією з причин посилених підозр щодо іноземців. Сучасні історики заперечують існування такої депеші.

### Внутрішньополітична теорія
Згідно неї, провина у поширення хвороби лягала на Гонсало Фернандеса ді Кордова — іспанського намісника, який через неефективність управління і поразки на війні був відізваний до Мадрида. Його від'їзд розлючені міланці супроводжували прокльонами та іншими актами зневаги. Згодом у спалаху хвороби вони вбачали помсту магната. Також до версій цієї теорії слід віднести і припущення про те, що хворобу могли розповсюджувати граф ді Колальто, Альбрехт Валленштейн (союзник у війні) або представники міланської знаті.

### Кримінальна теорія
Власне чутки про мазальників з'явилися вже тоді, коли епідемія почалася. Через спалах смертності у місті вже тоді працювало багато монаті (санітарів-гробарів). До їх лав наймалися переважно злочинці, які наживалися на грабунку мертвих і важко хворих. Часто монаті мали імунітет до хвороби (набутий через перенесене захворювання або суто психологічний). Таким чином ці злодії були зацікавленні у тому, щоб моровиця тривала й далі. Існують свідчення, що вони навмисно губили при транспортуванні речі хворих задля поширення зарази.
Серед міської верхівки існувала й альтернативна думка, яка заперечувала існування мазальників взагалі. В порівнянні з іншими теоріями вона була непопулярною. Безпосередньо в часи епідемії її намагався відстоювати кардинал Борромео — високоосвічена людина з передовими поглядами. Однак і він, дослідивши чимало свідчень, частково відмовився від попередніх поглядів. В одній зі своїх праць, присвяченій опису епідемії 1630 року, він писав що «ці мазі готувалися в різних місцях і існувало багато способів їх застосування; деякі з них нам здаються правдоподібними, інші — вигаданими». Існування мазальників заперечував історик Мураторі, Алессандро Мандзоні також вважав їх існування проявом масового психозу або ж у крайньому випадку припускав, що чуму могли поширювати монаті.